# 科羅普耶
51°1′49″N 30°49′55″E / 51.03028°N 30.83194°E
科羅普耶（烏克蘭語：Короп'є），是烏克蘭北部切爾尼戈夫州切爾尼戈夫區代斯纳市镇的村庄。始建於1542年，面積3.02平方公里，海拔高度106米，2025年人口294，人口密度每平方公里235.1人。